# TV2 (Ungarn)
TV2 ist der größte private Fernsehsender Ungarns und ging im Oktober 1997 als erstes Privatfernsehen auf Sendung. Ausgestrahlt wird ein vielfältiges Programm bestehend aus Serien und eigenproduzierten Sendungen für die werberelevante Zielgruppe der 18- bis 49-Jährigen.

## Eigentumsverhältnisse
Die Gründungseigentümer waren der Medienkonzern SBS und die ungarische MTM-Gruppe. 2007 wurde TV2 durch die ProSiebenSat.1 Media AG gekauft, die auch die Sender FEM3, PRO4 und Super TV2 betrieb. Im Dezember 2013 wechselte offiziell der Eigentümer durch ein Management Buyout durch den ehemaligen CEO Zsolt Simon und seine Finanzchefin Yvonne Dederick. Sie übernahmen auch die ungarische Senderkette sowie die rumänischen Sender.
Am 30. Oktober 2015 billigte die ungarische Wettbewerbsbehörde, dass der ungarisch-amerikanische Filmproduzent Andrew G. Vajna die TV2-Mediengruppe kauft. Der Preis soll bei 63,5 Mill. Euro liegen. Vajna, der der nationalkonservativen Regierungspartei Fidesz von Viktor Orbán nahesteht, ist seit 2011 auch Regierungskommissar für die ungarische Filmwirtschaft. Der ungarische Medienunternehmer Lajos Simicska, der nach einem Bruch mit Viktor Orbán im Februar 2015 einen „totalen Medienkrieg“ angekündigt hatte, machte Vorkaufsansprüche geltend, die aber von den Vorbesitzern negiert wurden.

## Fernsehkanäle
Zur TV2-Gruppe gehören 2015 vier Fernsehkanäle: TV2, Super TV2, FEM3 und PRO4.
TV2 ist der größte Rivale von RTL Klub um den ersten Platz in der Rangfolge der meistgesehenen ungarischen Privatsender.
Im Jahre 2016 startet noch sieben Fernsehkanäle: Izaura Tv, Mozi+, Prime, Spiler 1 (Sport), TV2 Comedy, Tv2 Kids, Tv2 Séf und Zenebutik.
2019 können die Zuschauer noch zwei Fernsehkanäle sehen:Jocky Tv, Moziverzum.
Tv2  Media group kaufte im Jahre 2020 die Slowenische Planet, Planet 2 und Planet Plus tvs.
Der Online Plattform von Tv2 ist: tv2play.hu.

## Sendungen
- Big Brother (Big Brother)
- Charmed – Zauberhafte Hexen (Bűbájos boszorkák)
- Desperate Housewives (Született feleségek)
- Deutschland sucht den Superstar (Megasztár)
- Dr. House (Doktor House)
- EUReKA – Die geheime Stadt (Eureka)
- Friends (Jóbarátok)
- JAG – Im Auftrag der Ehre (JAG – Becsületbeli ügyek)
- Navy CIS (NCIS)
- Numbers – Die Logik des Verbrechens (Gyilkos számok)
- Sliders – Das Tor in eine fremde Dimension (Sliders)
- Stargate – Kommando SG-1 (Csillagkapu)
- Heroes (Hősök)
- Jericho – Der Anschlag (Jericho)

## Produkte in Besitz
- Exatlon Hungary
- Tények (Nachrichten)
- Tények Plusz
- Mokka
- Korhatáros szerelem
- Bogaras szülők
- Dancing with the stars
- Sztárban sztár
- Nagy duett
- Kismenők
- Extreme Activity
- Szárban sztár leszek
- Sztárban sztár +1 kicsi
- Exatlonról szakszerűen (Tv2 play)
- Mokkacino
- Tűsarok
- Ninja Warrior
- Pénzt vagy éveket
- Master Chef VIP
- Fuss Család fuss!
- The Bank
- Piramis
- Sztárok és Párok
- Pénzt vagy éveket
- Séfek séfe
- Kocka
- A legbátrabb páros
- Wetterbericht
- Pollenbericht
- Legyen Ön is milliomos! (Wer wird Millionär?) (seit 2019)